# Roman Prošek
Roman Prošek (* 2. srpna 1980) je bývalý český hokejový obránce. Naposledy nastupoval za třetiligový HC Baník Sokolov v sezóně 2014/15. Roman strávil většinu své kariéry na západě Čech, v HC Energie Karlovy Vary, kde navzdory opakovaným hostováním v nižších českých soutěžích odehrál na 350 zápasů. Mezi jeho největší úspěchy patří stříbrná a zlatá medaile z ELH za Karlovy Vary, kde působil jako stabilní obránce.
Jediné zahraniční angažmá Romana Proška bylo v norském Lillehammer IK, kde odehrál celkem dvě sezóny 2005/2006 a 2006/2007. V Norsku nastoupil celkem k 59 zápasům, vstřelil 7 gólu a zaznamenal 19 asistencí.